# FIL Juniorenweltcup Rennrodeln auf Naturbahn
Der FIL Juniorenweltcup Rennrodeln auf Naturbahn ist eine vom Internationalen Rennrodelverband (FIL) ausgerichtete Wettkampfserie im Naturbahnrodeln und wurde zur Förderung der internationalen Entwicklung der Sportart als Ersatz zum Intercontinental-Cup (IC-Cup, später Europacup) von der FIL eingeführt. Sie wird seit dem Winter 2014/15 jährlich in der Zeit von Dezember bis Februar ausgetragen. Dabei werden in vier Rennen die Gesamtsieger in den Disziplinen Einsitzer Damen, Einsitzer Herren und  Doppelsitzer  für die Klassen Junioren und Jugend ermittelt. Im Doppelsitzer können sowohl Männer als auch Frauen antreten, die Teilnehmer sind aber fast ausschließlich Männer. Teilnahmeberechtigt sind alle Sportler mit gültiger FIL-Lizenz, die im Austragungsjahr, also in jenem Jahr, in dem die Saison endet, zumindest das 15. Lebensjahr vollenden und das 21. Lebensjahr noch nicht vollendet haben. Pro Nationalem Verband können maximal sechs Damen im Einsitzer, sechs Herren im Einsitzer und drei Doppelsitzerpaare an einem Weltcuprennen teilnehmen.
Das Ergebnis eines Weltcuprennens wird durch die Summe der in zwei Wertungsdurchgängen erzielten Zeiten bestimmt. Bei außergewöhnlichen Witterungs- oder Bahnverhältnissen kann das Rennen auch in nur einem Durchgang entschieden werden. Die Startreihenfolge im ersten Lauf wird durch den Zwischenstand im Weltcupklassement festgelegt. Der Weltcupführende startet als Letzter und die Athleten mit den wenigsten oder keinen Weltcuppunkten als Erste. Im ersten Saisonrennen ist das Gesamtergebnis des Vorjahres ausschlaggebend. Im zweiten Durchgang wird nach dem gestürzten Klassement des ersten Laufes gestartet, der Halbzeitführende startet also zuletzt. Vor jedem Wertungsdurchgang muss mindestens ein Vorläufer die Bahn befahren.

## Punktevergabe und Gesamtwertung
Für jedes Weltcuprennen werden Weltcuppunkte nach dem FIL-Punkteschema vergeben. Der Sieger erhält 100 Punkte, der Zweitplatzierte 85 Punkte, der Drittplatzierte 70 Punkte und die weiteren Ränge immer weniger Punkte, bis zu Platz 39, für den zwei Punkte vergeben werden. Ab Platz 40 erhalten alle Athleten einen Weltcuppunkt.
| Platz  | 1   | 2  | 3  | 4  | 5  | 6  | 7  | 8  | 9  | 10 | 11 | 12 | 13 | 14 | 15 | 16 | 17 | 18 | 19 | 20   |
| Punkte | 100 | 85 | 70 | 60 | 55 | 50 | 46 | 42 | 39 | 36 | 34 | 32 | 30 | 28 | 26 | 25 | 24 | 23 | 22 | 21   |
| Platz  | 21  | 22 | 23 | 24 | 25 | 26 | 27 | 28 | 29 | 30 | 31 | 32 | 33 | 34 | 35 | 36 | 37 | 38 | 39 | ≥ 40 |
| Punkte | 20  | 19 | 18 | 17 | 16 | 15 | 14 | 13 | 12 | 11 | 10 | 9  | 8  | 7  | 6  | 5  | 4  | 3  | 2  | 1    |

Die Weltcup-Gesamtwertung jeder Disziplin sowie die Nationenwertung ergibt sich aus der Summe der in den Weltcuprennen erzielten Punkte. Im Doppelsitzer werden die jeweiligen Paare gewertet und nicht die Athleten. Wenn ein Rodler im Doppelsitzer während einer Saison mit verschiedenen Partnern startet, werden diese Teams einzeln gewertet.

## Gesamtsieger
Folgende Tabelle bietet eine Übersicht der Gesamtsieger des FIL Juniorenweltcups sowie Links zu den einzelnen Weltcupsaisonen, die eine Aufstellung der Podestplätze aller Weltcuprennen und die Gesamtwertungen der einzelnen Disziplinen enthalten:
| Saison  | Einsitzer Herren    | Einsitzer Damen    | Doppelsitzer                               |
| ------- | ------------------- | ------------------ | ------------------------------------------ |
| 2014/15 | Thomas Unterholzner | Alexandra Pfattner | Armin Folie – Elias Gruber                 |
| 2015/16 | Jack Leslie         | Theresa Maurer     | Rafal Zsuwal – Pawel Spratek               |
| 2016/17 | Fabian Achenrainer  | Daniela Mittermair | Fabian Achenrainer – Miguel Brugger        |
| 2017/18 | Fabian Achenrainer  | Nadine Staffler    | Fabian Achenrainer – Miguel Brugger        |
| 2018/19 | Fabian Achenrainer  | Lisa Walch         | Fabian Achenrainer – Miguel Brugger        |
| 2019/20 | Daniel Gruber       | Lisa Walch         | Maximilian Pichler – Matthias Pichler      |
| 2020/21 | Fabian Brunner      | Lisa Walch         | Anton Gruber Genetti – Hannes Unterholzner |

## Ewiger Medaillenspiegel
| Platz | Land        | Gold | Silber | Bronze | Gesamt |
| ----- | ----------- | ---- | ------ | ------ | ------ |
| 1.    | Italien     | 25   | 32     | 35     | 92     |
| 2.    | Österreich  | 29   | 18     | 10     | 57     |
| 3.    | Deutschland | 8    | 08     | 08     | 24     |
| 4.    | Russland    | 2    | 07     | 07     | 16     |
| 5.    | Neuseeland  | 2    | 03     | 02     | 07     |
| 6.    | Polen       | 2    | 0      | 0      | 02     |
| 7.    | Ukraine     |      | 01     | 02     | 03     |
| 8.    | Slowenien   |      | 01     | 01     | 02     |
| 9.    | Bulgarien   |      |        | 01     | 01     |